# متطلبات الحصول على تأشيرة لمواطني أوكرانيا
متطلبات التأشيرة لمواطني أوكرانيا هي قيود دخول إدارية تفرضها سلطات الدول الأخرى على مواطني أوكرانيا.
اعتبارًا من عام 2025، يتمتع المواطنون الأوكرانيون بإمكانية الدخول بدون تأشيرة أو بتأشيرة عند الوصول إلى 147 دولة وإقليمًا، مما يجعل جواز السفر الأوكراني يحتل المرتبة الثلاثين عالميًّا، وفقًا لمؤشر هينلي لجوازات السفر.

## خريطة متطلبات التأشيرة

متطلبات التأشيرة لمواطني أوكرانيا الحاصلين على جوازات سفر عادية:
أوكرانيا
دخول غير محدود
لا تتطلب تأشيرة
تأشيرة عند الوصول
تأشيرة إلكترونية
تأشيرة متاحة عند الوصول أو عبر الإنترنت
تتطلب تأشيرة

## وثائق السفر الخاصة بالمواطنين الأوكرانيين
للسفر إلى بعض الدول، لا يحتاج الأوكرانيون إلى استخدام جواز السفر، إذ يمكنهم استخدام بطاقة الهوية الأوكرانية.

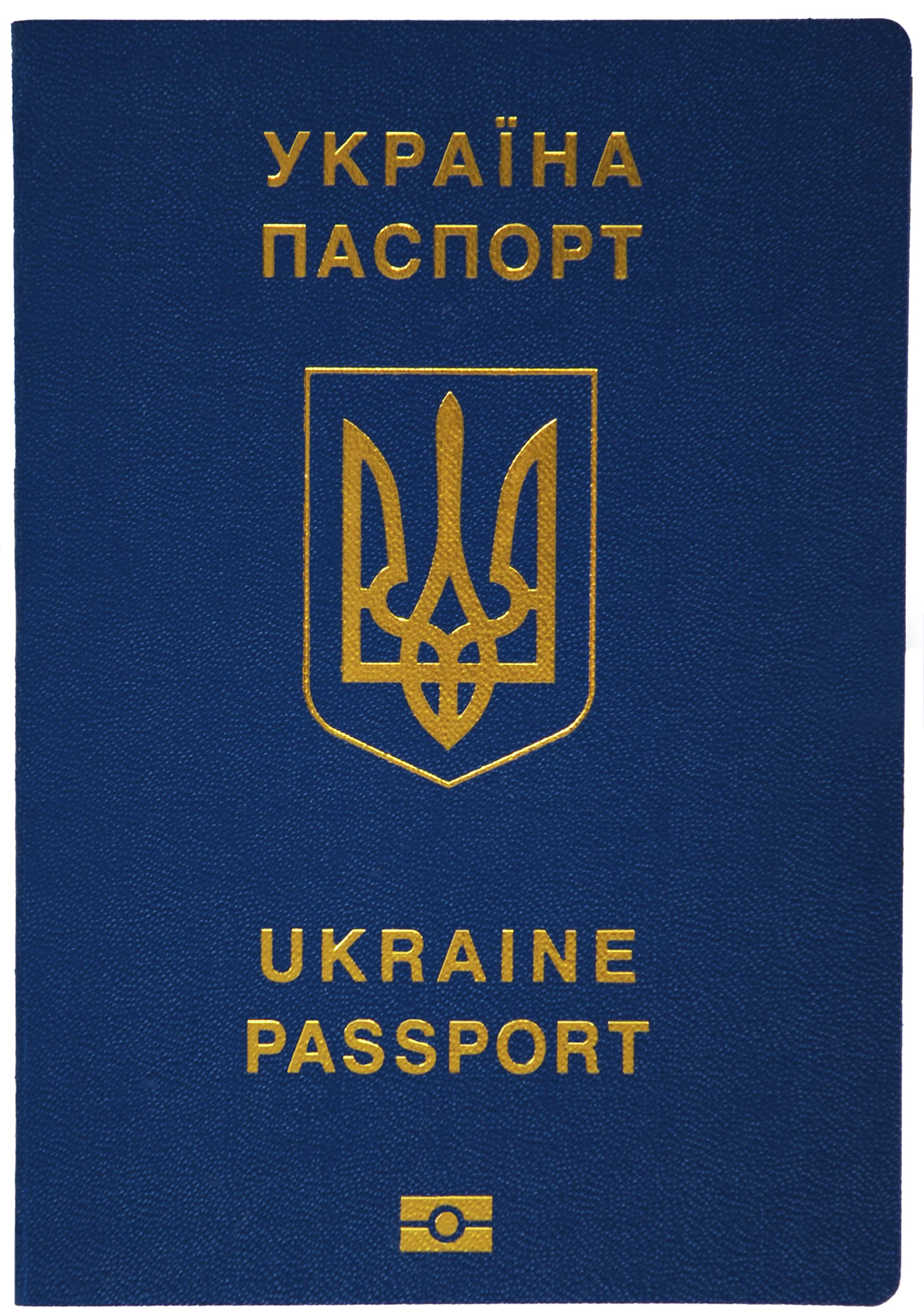
الغلاف الأمامي لجواز سفر أوكرانيا البيومتري
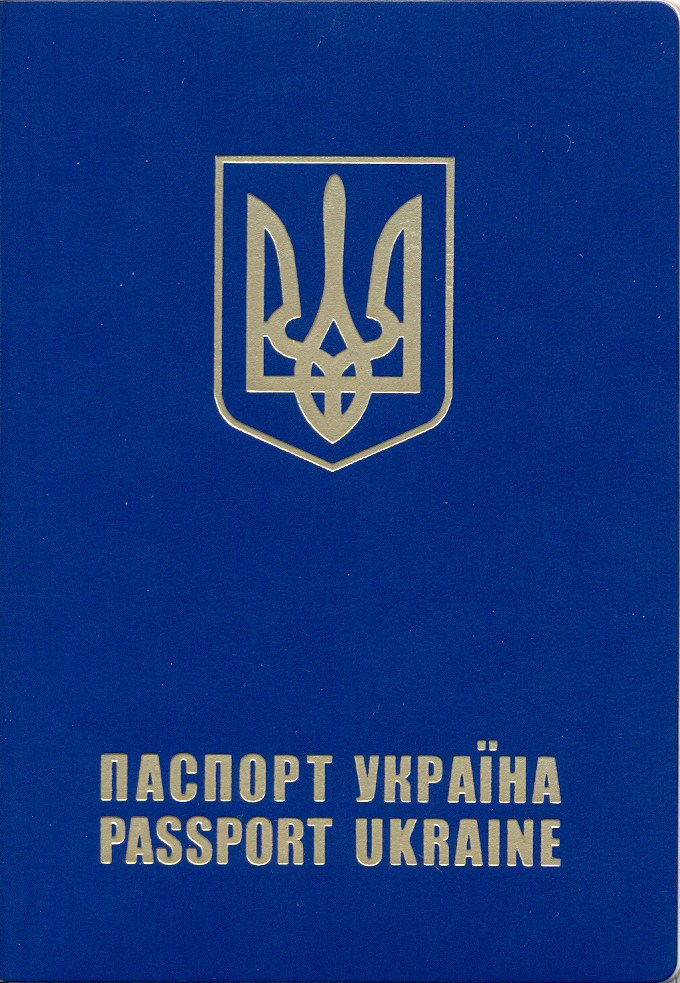
الغلاف الأمامي لجواز سفر أوكراني غير بيومتري (لم يعد يُصدر)
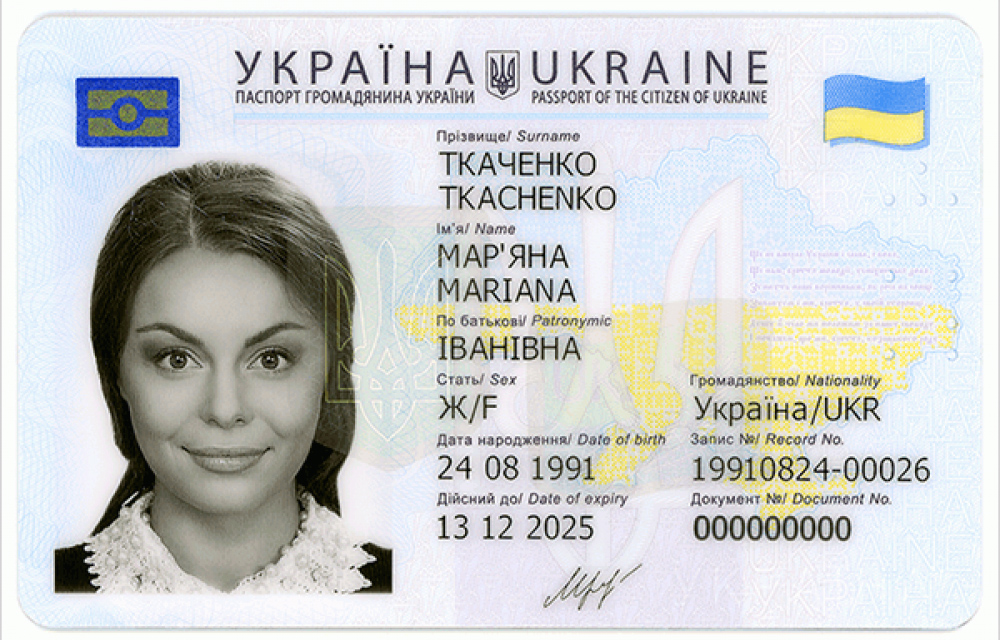
بطاقة الهوية الأوكرانية

## معلومات عامة
الوثائق التي تخول المواطن الأوكراني مغادرة أوكرانيا ودخولها وتثبت هويته أثناء تواجده خارج البلاد هي:
- جواز سفر المواطن الأوكراني للسفر إلى الخارج (يمكن للمواطنين الأوكرانيين استخدام جواز السفر الداخلي للسفر إلى جورجيا وتركيا عند الوصول المباشر)؛
- جواز السفر الدبلوماسي؛
- جواز السفر الخدمي؛
- وثيقة سفر الطفل؛
- بطاقة تعريف البحّار.

من المهم معرفة أن القواعد الخاصة بالدخول إلى بلد معين يجب دراستها بعناية. ففي معظم البلدان التي لا تتطلب تأشيرة أو تصدرها عند الوصول، يجب أن يكون جواز السفر ساريًا لمدة لا تقل عن 3 أشهر من تاريخ الوصول.
بغض النظر عن نظام الدخول، قد تطلب سلطات الحدود الأجنبية مستندات تثبت غرض الزيارة وتوفر الموارد المالية الكافية للسفر. النظام بدون تأشيرة مع دول أخرى لا يمنح الحق في العمل فيها. عدم الامتثال لهذا الشرط قد يؤدي إلى غرامة يليها الترحيل.
وقد تفرض بعض الدول رسومًا عند الدخول أو الخروج.
في الحالات التي تصدر فيها التأشيرة عند الوصول، قد يكون من الضروري وجود 1-2 صورة شخصية ملونة بحجم جواز السفر للشخص العابر للحدود. للسفر بدون تأشيرة إلى دول منطقة شنغن، يحتاج الشخص إلى جواز سفر بيومتري فقط. أما حاملو جوازات السفر من الطراز القديم فيحتاجون إلى تأشيرة أو تصريح إقامة في إحدى دول منطقة شنغن.

### حديثًا
في السنوات الأخيرة، تم إلغاء متطلبات التأشيرة لمواطني أوكرانيا من قبل باراغواي (28 مايو 2009)، الجبل الأسود (24 أكتوبر 2010)، هونغ كونغ (3 نوفمبر 2010)، إسرائيل (9 فبراير 2011)، الأرجنتين (2 أكتوبر 2011)، بروناي (2 نوفمبر 2011)، البوسنة والهرسك (27 نوفمبر 2011)، صربيا (8 ديسمبر 2011)، البرازيل (30 ديسمبر 2011)، تركيا (1 أغسطس 2012)، بنما (16 أغسطس 2013)، تشيلي (21 أكتوبر 2015)، كوستاريكا (28 ديسمبر 2016)، سانت كيتس ونيفيس (27 يناير 2017)، ألبانيا (1 أبريل 2017)، جميع دول منطقة شنغن (11 يونيو 2017)، قطر (9 أغسطس 2017)، الإمارات العربية المتحدة (31 ديسمبر 2017)، الكويت (18 أبريل 2018)، أوروغواي (15 فبراير 2019)، تايلاند (14 أبريل 2019)، كولومبيا (17 أبريل 2020)، غرينادا (1 مارس 2021)، سانت فينسنت والغرينادين (7 أبريل 2021)، أيرلندا (25 فبراير 2022)، كوسوفو (10 أبريل 2022)، موزمبيق (14 مارس 2023)، كيريباس (1 سبتمبر 2023). وزامبيا (1 يناير 2025).

## متطلبات التأشيرة
| الدولة                      | متطلبات التأشيرة                                | مدة الإقامة المسموح بها | ملاحظات (باستثناء رسوم المغادرة) |
| --------------------------- | ----------------------------------------------- | ----------------------- | --- |
| أفغانستان                   | مطلوبة                                          |                         | - لا تُطلب تأشيرة لمن هم من أصل أفغاني. |
| ألبانيا                     | غير مطلوبة                                      | 90 يوماً                 | - 90 يوماً خلال أي فترة 180 يوماً. |
| الجزائر                     | مطلوبة                                          |                         | |
| أندورا                      | غير مطلوبة                                      |                         | |
| أنغولا                      | مطلوبة                                          |                         | - يُسمح بالحصول على تأشيرة عند الوصول إذا تم تأكيد الموافقة المسبقة على التأشيرة قبل المغادرة. |
| أنتيغوا وباربودا            | غير مطلوبة                                      | 180 يوماً                | |
| الأرجنتين                   | غير مطلوبة                                      | 90 يوماً                 | - 90 يوماً خلال أي فترة 180 يوماً. |
| أرمينيا                     | غير مطلوبة                                      | 180 يوماً                | - 180 يوماً في السنة. |
| أستراليا                    | تأشيرة إلكترونية                                |                         | - يمكن التقديم عبر الإنترنت. |
| النمسا                      | غير مطلوبة                                      | 90 يوماً                 | - 90 يوماً خلال أي فترة 180 يوماً في منطقة شنغن. |
| أذربيجان                    | غير مطلوبة                                      | 90 يوماً                 | - إذا تجاوزت الإقامة 15 يوماً، يجب التسجيل في دائرة الهجرة خلال 3 أيام من الوصول. - تمنع حكومة أذربيجان دخول الأشخاص من أصل أرمني. |
| جزر البهاما                 | تأشيرة إلكترونية                                | 3 أشهر                  | - لا تُطلب تأشيرة للمقيمين الدائمين في كندا أو الولايات المتحدة. - لا يُطلب الحصول على تأشيرة للمسافرين عبر السفن السياحية إذا كانت الدخول والمغادرة تتمان عن طريق السفينة نفسها. |
| البحرين                     | تأشيرة إلكترونية / عند الوصول                   | 14 يوماً                 | - يمكن إصدار تأشيرة عند الوصول لمدة تصل إلى شهر. - يمكن تمديد التأشيرة أسبوعين إضافيين. - تصدر التأشيرة الإلكترونية لمدة 14 يوماً مع إمكانية تمديدها مرة واحدة. |
| بنغلاديش                    | عند الوصول                                      | 30 يوماً                 | - يمكن تمديد الإقامة 30 يوماً إضافياً. |
| باربادوس                    | غير مطلوبة                                      | 28 يوماً                 | |
| بيلاروس                     | غير مطلوبة                                      | 90 يوماً                 | - 90 يوماً خلال أي فترة 180 يوماً. - قد يُمنع مواطنو أوكرانيا من الدخول لأسباب تتعلق بـالأمن القومي أو دون إبداء سبب. |
| بلجيكا                      | غير مطلوبة                                      | 90 يوماً                 | - 90 يوماً خلال أي فترة 180 يوماً في منطقة شنغن. |
| بليز                        | مطلوبة                                          |                         | - لا تُطلب تأشيرة للإقامات التي لا تتجاوز 30 يوماً لحاملي تأشيرة دخول متعددة أو بطاقة إقامة دائمة في الولايات المتحدة أو كندا، أو لحاملي تأشيرة شنغن متعددة الدخول. |
| بنين                        | تأشيرة إلكترونية                                | 30 يوماً                 | - يجب حيازة شهادة تطعيم دولية. |
| بوتان                       | تأشيرة إلكترونية                                |                         | - يُطلب من الزوار الحجز عبر وكالة سياحية مرخصة. - يمكن استلام التأشيرة المسبقة عند الوصول. |
| بوليفيا                     | عند الوصول                                      | 30 يوماً                 | - 30 يوماً لكل رحلة، ولا تتجاوز 90 يوماً في السنة. - بشرط وجود خطاب دعوة من سلطات الهجرة البوليفية أو حجز فندقي مطبوع. - كما يجب حيازة ما يثبت وجود أموال كافية (بطاقة ائتمان، نقداً أو كشف حساب مصرفي) وصورة واحدة لجواز السفر. |
| البوسنة والهرسك             | غير مطلوبة                                      | 30 يوماً                 | - 30 يوماً خلال أي فترة شهرين. |
| بوتسوانا                    | تأشيرة إلكترونية                                | 3 أشهر                  | |
| البرازيل                    | غير مطلوبة                                      | 90 يوماً                 | - 90 يوماً خلال أي فترة 180 يوماً. - يمكن تمديد الإقامة 90 يوماً إضافياً. |
| بروناي                      | غير مطلوبة                                      | 30 يوماً                 | |
| بلغاريا                     | غير مطلوبة                                      | 90 يوماً                 | - 90 يوماً خلال أي فترة 180 يوماً في منطقة شنغن. |
| بوركينا فاسو                | تأشيرة إلكترونية                                |                         | |
| بوروندي                     | تأشيرة إلكترونية / عند الوصول                   | شهر واحد                | |
| كمبوديا                     | تأشيرة إلكترونية / عند الوصول                   | 30 يوماً                 | |
| الكاميرون                   | تأشيرة إلكترونية                                |                         | - يمكن التقديم عبر الإنترنت. - يمكن استلام التأشيرة المسبقة عند الوصول. |
| كندا                        | مطلوبة                                          |                         | |
| الرأس الأخضر                | تأشيرة عند الوصول                               | 30 يوماً                 | - يجب التسجيل إلكترونياً (EASE) قبل الوصول بخمسة أيام على الأقل. |
| جمهورية أفريقيا الوسطى      | تأشيرة مطلوبة                                   |                         | |
| تشاد                        | تأشيرة مطلوبة                                   |                         | |
| تشيلي                       | لا تتطلب تأشيرة                                 | 90 يوماً                 | - يمكن تمديد مدة الإقامة لمدة 90 يوماً إضافية مقابل رسوم. |
| الصين                       | تأشيرة مطلوبة                                   |                         | - التسجيل الإلزامي خلال 24 ساعة من الوصول، يتم التسجيل عند التحقق من الفندق إذا كان الإقامة في فندق أو نزل معتمد. - يتم أخذ بصمات الأصابع لجميع الزوار الذين تتراوح أعمارهم بين 14 و70 عاماً عند الوصول والمغادرة. - عبور بدون تأشيرة لمدة 24 ساعة (يوم واحد) عبر أي من المطارات الدولية في الصين، ويسمح بالسفر الداخلي عبر مطارات مختلفة. - عبور بدون تأشيرة لمدة 240 ساعة (10 أيام) من خلال: - المطارات: - بايهاي، بكين – العاصمة، بكين – داشينغ، تشانغشا، تشنغدو – شوانغليو، تشنغدو – تيانفو، تشونغتشينغ، داليان، فوتشو، قوانغتشو، قويلين، قوييانغ، هايكو، هانغتشو، هاربين، خفي، هوانغشان، جينان، جييانغ، كونمينغ، ليجيانغ، نانتشانغ، نانجينغ، ناننينغ، نينغبو، تشينغداو، تشوانتشو، سانيا، شنغهاي – هونغتشياو، شنغهاي – بودنغ، شنيانغ، شينزين، شيجياتشوانغ، تاييوان، تيانجين، ويهاي، ونتشو، ووهان، ووشي، ووييشان، شيامن، شيان، يانغتشو، يانتاي، ييوو، تشانغجياجيه، تشنغتشو - الموانئ: - بايهاي، داليان، ليانيونغانغ، نانشا، تشينهوانغداو، تشينغداو، شنغهاي، شيكو، تيانجين، ونتشو، شيامن، تشوشان - السكك الحديدية: - محطة قطارات موهان – جانب لاوس: بوتين - هونغ كونغ، وماكاو، وتايوان تُعد دولاً ثالثة بموجب سياسات العبور دون تأشيرة لمدة 24 و240 ساعة (TWOV). - لا حاجة لتأشيرة لمدة 30 يوماً عند زيارة جزيرة هاينان. - لا حاجة لتأشيرة لمدة 15 يوماً إذا تم الوصول عبر موانئ الرحلات البحرية كجزء من مجموعات سياحية. |
| كولومبيا                    | لا تتطلب تأشيرة                                 | 90 يوماً                 | - يمكن تمديد الإقامة لمدة تصل إلى 180 يوماً خلال أي فترة مدتها عام واحد. |
| جزر القمر                   | تأشيرة عند الوصول                               | 45 يوماً                 | |
| جمهورية الكونغو             | تأشيرة مطلوبة                                   |                         | |
| جمهورية الكونغو الديمقراطية | تأشيرة إلكترونية                                | 7 أيام                  | |
| كوستاريكا                   | لا تتطلب تأشيرة                                 | 180 يوماً                | |
| ساحل العاج                  | تأشيرة إلكترونية                                | 3 أشهر                  | - يجب على حاملي التأشيرة الإلكترونية الوصول عبر مطار بورت بويه. |
| كرواتيا                     | لا تتطلب تأشيرة                                 | 90 يوماً                 | - 90 يوماً خلال أي فترة مدتها 180 يوماً في منطقة شنغن. |
| كوبا                        | تأشيرة إلكترونية                                | 90 يوماً                 | - يمكن تمديد الإقامة لمدة 90 يوماً إضافية مقابل رسوم. |
| قبرص                        | لا تتطلب تأشيرة                                 | 90 يوماً                 | - 90 يوماً خلال أي فترة مدتها 180 يوماً. |
| جمهورية التشيك              | لا تتطلب تأشيرة                                 | 90 يوماً                 | - 90 يوماً خلال أي فترة مدتها 180 يوماً في منطقة شنغن. |
| الدنمارك                    | لا تتطلب تأشيرة                                 | 90 يوماً                 | - 90 يوماً خلال أي فترة مدتها 180 يوماً في منطقة شنغن. |
| جيبوتي                      | تأشيرة إلكترونية                                | 90 يوماً                 | |
| دومينيكا                    | لا حاجة إلى تأشيرة                              | 90 يوماً                 | - 90 يوماً ضمن أي فترة 180 يوماً. |
| جمهورية الدومينيكان         | لا حاجة إلى تأشيرة                              | 30 يوماً                 | - لأغراض سياحية فقط. - يجب الحصول على بطاقة سياحية عند الوصول مقابل رسوم. - يمكن تمديد مدة الإقامة حتى 120 يوماً مقابل رسوم. |
| الإكوادور                   | لا حاجة إلى تأشيرة                              | 90 يوماً                 | - يمكن تمديد مدة الإقامة. |
| مصر                         | تأشيرة إلكترونية / تأشيرة عند الوصول            | 30 يوماً                 | - يمكن تمديد مدة الإقامة. - لا حاجة إلى تأشيرة لمدة تصل إلى 15 يوماً للسياح القادمين إلى شرم الشيخ، سانت كاترين، أو طابا والباقين في منتجعات سيناء. |
| السلفادور                   | لا حاجة إلى تأشيرة                              | 180 يوماً                | - يجب الحصول على بطاقة سياحية عند الوصول مقابل رسوم. |
| غينيا الاستوائية            | تأشيرة إلكترونية                                |                         | - يجب على حاملي التأشيرة الإلكترونية الوصول عبر مطار مالابو الدولي. |
| إريتريا                     | مطلوبة تأشيرة                                   |                         | - يمكن للمسافرين الحاصلين على تأكيد بموافقة التأشيرة قبل المغادرة الحصول على التأشيرة عند الوصول إذا قدم الكفيل في إريتريا الطلب إلى سلطات الهجرة الإريترية قبل 48 ساعة من الوصول، ويحمل الراكب صورة واحدة لجواز السفر. |
| إستونيا                     | لا حاجة إلى تأشيرة                              | 90 يوماً                 | - 90 يوماً ضمن أي فترة 180 يوماً في منطقة شنغن. |
| إسواتيني                    | لا حاجة إلى تأشيرة                              | 30 يوماً                 | - يمكن تمديد مدة الإقامة لمدة 30 يوماً إضافية. |
| إثيوبيا                     | تأشيرة إلكترونية / تأشيرة عند الوصول            | 90 يوماً                 | - يجب على حاملي التأشيرة الإلكترونية الوصول عبر مطار بولي الدولي في أديس أبابا. التأشيرة الإلكترونية متاحة لمدة 30 أو 90 يوماً. - حسب الموقع الرسمي للتأشيرات الإلكترونية، اعتباراً من 18 نوفمبر 2020، لا تُقبل معاملات الدفع بالبطاقة الائتمانية لمقدمي الطلبات من منطقة القرم بأوكرانيا. - يمكن الحصول على تأشيرة عند الوصول فقط في مطار بولي الدولي. |
| فيجي                        | لا حاجة إلى تأشيرة                              | 4 أشهر                  | - يمكن تمديد مدة الإقامة لمدة شهرين إضافيين. |
| فنلندا                      | لا حاجة إلى تأشيرة                              | 90 يوماً                 | - 90 يوماً ضمن أي فترة 180 يوماً في منطقة شنغن. |
| فرنسا                       | لا حاجة إلى تأشيرة                              | 90 يوماً                 | - 90 يوماً ضمن أي فترة 180 يوماً في منطقة شنغن. |
| الغابون                     | تأشيرة إلكترونية                                |                         | - يجب على حاملي التأشيرة الإلكترونية الوصول عبر مطار ليبرفيل الدولي. |
| غامبيا                      | مطلوبة تأشيرة                                   |                         | |
| جورجيا                      | لا حاجة إلى تأشيرة                              | سنة واحدة               | - يمكن لمواطني أوكرانيا الدخول باستخدام بطاقة الهوية الأوكرانية إذا وصلوا مباشرة من أوكرانيا. |
| ألمانيا                     | لا حاجة إلى تأشيرة                              | 90 يوماً                 | - 90 يوماً ضمن أي فترة 180 يوماً في منطقة شنغن. |
| غانا                        | مطلوبة تأشيرة                                   |                         | - يمكن لمواطني أوكرانيا الحصول على تأشيرة عند الوصول إذا كان بحوزتهم نسخة من الموافقة على التأشيرة صادرة من مصلحة الهجرة الغانية قبل السفر بـ 48 ساعة على الأقل. - يجب أن تحتوي الموافقة على رقم جواز السفر ورقم التأشيرة للمسافر، ونسخة من صفحة البيانات الشخصية والصورة في جواز السفر. |
| اليونان                     | لا حاجة إلى تأشيرة                              | 90 يوماً                 | - 90 يوماً ضمن أي فترة 180 يوماً في منطقة شنغن. |
| غرينادا                     | لا حاجة إلى تأشيرة                              | 3 أشهر                  | |
| غواتيمالا                   | لا حاجة إلى تأشيرة                              | 90 يوماً                 | - يمكن تمديد مدة الإقامة 90 يوماً. |
| غينيا                       | تأشيرة إلكترونية                                | 90 يوماً                 | |
| غينيا بيساو                 | مطلوبة تأشيرة                                   |                         | |
| غيانا                       | تأشيرة إلكترونية                                |                         | - يمكن التقديم عبر الإنترنت. |
| هايتي                       | لا حاجة إلى تأشيرة                              | 3 أشهر                  | |
| هندوراس                     | لا حاجة إلى تأشيرة                              | 90 يوماً                 | |
| هنغاريا                     | لا حاجة إلى تأشيرة                              | 90 يوماً                 | - 90 يوماً ضمن أي فترة 180 يوماً في منطقة شنغن. |
| آيسلندا                     | لا حاجة إلى تأشيرة                              | 90 يوماً                 | - 90 يوماً ضمن أي فترة 180 يوماً في منطقة شنغن. |
| الهند                       | تأشيرة إلكترونية                                | 30 يوماً                 | - يجب على حاملي التأشيرة الإلكترونية (e-Visa) الوصول عبر ٣١ مطاراً محدداً أو عبر ٥ موانئ بحرية محددة. - يمكن الحصول على تأشيرة السياحة الإلكترونية الهندية مرتين فقط في السنة الميلادية الواحدة. - لا يحق للأجانب من أصل باكستاني أو حاملي جواز السفر الباكستاني الحصول على تأشيرة إلكترونية. كما لا يحق للأجانب الذين لا يحملون الجنسية الباكستانية، ولكن أحد والديهم أو أجدادهم (سواء من جهة الأب أو الأم) وُلد في باكستان أو كان مقيماً دائماً فيها، الحصول على تأشيرة إلكترونية أيضاً. |
| إندونيسيا                   | تأشيرة إلكترونية عند الوصول / تأشيرة عند الوصول | 30 يوماً                 | |
| إيران                       | تأشيرة إلكترونية                                | 30 يوماً                 | - يمكن لمواطني أوكرانيا الذين قدموا طلباً عبر موقع وزارة الخارجية الإيرانية قبل يومين على الأقل من الوصول، وأبرزوا إشعار التقديم في مكتب التأشيرات بالمطار، الحصول على تأشيرة عند الوصول. - يُرفض الدخول: - للنساء غير المحجبات أو غير المرتديات لغطاء الرأس، أو ذوات الأكمام القصيرة، أو غير المرتديات للجوارب. - لحاملي جوازات سفر تحتوي على تأشيرة/ختم إسرائيلي خلال الـ12 شهراً الماضية.[استشهاد دائري] - إقامة مجانية لمدة 14 يوماً في جزيرة كيش وقشم. - يمكن تمديد الإقامة مرتين كل منها لمدة 30 يوماً (بحد أقصى 90 يوماً). |
| العراق                      | تأشيرة إلكترونية                                |                         | - يُرفض دخول حاملي جوازات سفر تحتوي على ختم أو تأشيرة إسرائيلية. |
| أيرلندا                     | لا حاجة إلى تأشيرة                              | 90 يوماً                 | - لحاملي جوازات السفر البيومترية فقط. |
| إسرائيل                     | ETA-IL                                          | 90 يوماً                 | - صلاحية ETA-IL سنتان من تاريخ الإصدار. - 90 يوماً ضمن أي فترة 180 يوماً. |
| إيطاليا                     | لا حاجة إلى تأشيرة                              | 90 يوماً                 | - 90 يوماً ضمن أي فترة 180 يوماً في منطقة شنغن. |
| جامايكا                     | لا حاجة إلى تأشيرة                              | 30 يوماً                 | - لأغراض سياحية فقط. |
| اليابان                     | مطلوب تأشيرة                                    |                         | |
| الأردن                      | تأشيرة إلكترونية / تأشيرة عند الوصول            | 30 يوماً                 | - يمكن الحصول على التأشيرة عند الوصول، بتكلفة إجمالية قدرها 40 ديناراً أردنياً، ومتاحة في معظم المنافذ الجوية الدولية ونقاط العبور البرية (باستثناء جسر الملك حسين/أللنبي). - يمكن تمديد الإقامة حتى 60 يوماً. |
| كازاخستان                   | لا حاجة لتأشيرة                                 | 90 يوماً                 | - 90 يوماً خلال أي فترة من 180 يوماً. |
| كينيا                       | تأشيرة سفر إلكترونية                            | 90 يوماً                 | - يمكن تقديم الطلب قبل موعد السفر حتى 90 يوماً، ويجب تقديمه قبل 3 أيام على الأقل. - تبلغ رسوم التأشيرة الإلكترونية 34.09 دولار أمريكي. - مطلوب إثبات الحجز في الفندق الذي تنوي الإقامة فيه (وفي حالة الإقامة مع أصدقاء، يُقبل خطاب دعوة). - مطلوب شهادة تطعيم ضد الحمى الصفراء إذا كنت قادماً من دول موبوءة. - يمكن الدخول أيضاً بتأشيرة سياحية لشرق أفريقيا صادرة عن رواندا أو أوغندا. |
| كيريباس                     | لا حاجة لتأشيرة                                 | شهر واحد                | - يجب ألا تتجاوز مدة الإقامة القصوى في كيريباس 90 يوماً خلال أي فترة من 12 شهراً. |
| كوريا الشمالية              | مطلوب تأشيرة                                    |                         | |
| كوريا الجنوبية              | مطلوب تأشيرة                                    |                         | - التأشيرة الإلكترونية متاحة إذا كان الغرض من الزيارة هو زيارة عائلية أو مرافقة أسرة أو لأسباب مهنية. - لا حاجة لتأشيرة لمدة 30 يوماً في جزيرة جيجو. |
| الكويت                      | تأشيرة إلكترونية / تأشيرة عند الوصول            | 3 أشهر                  | - سيتم رفض دخول حاملي جوازات السفر التي تحتوي على ختم أو تأشيرة إسرائيلية إلى الكويت. |
| قيرغيزستان                  | لا حاجة لتأشيرة                                 | 90 يوماً                 | - 90 يوماً خلال أي فترة من 180 يوماً. |
| لاوس                        | تأشيرة إلكترونية / تأشيرة عند الوصول            | 30 يوماً                 | - 17 من بين 31 نقطة حدودية مفتوحة فقط لحاملي التأشيرات. - يمكن استخدام التأشيرة الإلكترونية لدخول لاوس عبر لوانغ برابانغ، باكسي، وفيينتيان، وثلاثة جسور صداقة تايلاندية-لاوسية، وفي مدينة بوتين (عبر الطريق ومحطة سكة حديد بوتين). - التأشيرة عند الوصول متاحة في لوانغ برابانغ، باكسي وفيينتيان، وفي جسور الصداقة التايلاندية-اللاوسية الأربعة، و6 نقاط حدودية. - يمكن تمديد التأشيرة عند الوصول لمدة 60 يومًا إضافية لدى إدارة الهجرة في فيينتيان. |
| لاتفيا                      | لا حاجة لتأشيرة                                 | 90 يوماً                 | - 90 يوماً خلال أي فترة من 180 يوماً ضمن منطقة شنغن. |
| لبنان                       | تأشيرة عند الوصول                               | شهر واحد                | - تأشيرة مجانية عند الوصول. - يمكن تمديد الإقامة لمدة إضافية تصل إلى شهرين. - سيتم رفض دخول حاملي جوازات السفر التي تحتوي على ختم أو تأشيرة إسرائيلية إلى لبنان. |
| ليسوتو                      | تأشيرة إلكترونية                                |                         | |
| ليبيريا                     | تأشيرة إلكترونية                                |                         | - يمكن التقديم عبر الإنترنت والحصول على التأشيرة عند الوصول. - يمكن الحصول على التأشيرة عند الوصول فقط في مطار روبرتس الدولي في مونروفيا. |
| ليبيا                       | تأشيرة إلكترونية                                |                         | - سيتم رفض دخول حاملي جوازات السفر التي تحتوي على ختم أو تأشيرة إسرائيلية إلى ليبيا. |
| ليختنشتاين                  | لا حاجة لتأشيرة                                 | 90 يوماً                 | - 90 يوماً خلال أي فترة من 180 يوماً ضمن منطقة شنغن. |
| ليتوانيا                    | لا حاجة لتأشيرة                                 | 90 يوماً                 | - 90 يوماً خلال أي فترة من 180 يوماً ضمن منطقة شنغن. |
| لوكسمبورغ                   | لا حاجة لتأشيرة                                 | 90 يوماً                 | - 90 يوماً خلال أي فترة من 180 يوماً ضمن منطقة شنغن. |
| مدغشقر                      | تأشيرة إلكترونية / تأشيرة عند الوصول            |                         | |
| مالاوي                      | تأشيرة إلكترونية                                | 90 يوماً                 | |
| ماليزيا                     | لا حاجة لتأشيرة                                 | 30 يوماً                 | |
| المالديف                    | تأشيرة عند الوصول                               | 30 يوماً                 | - تأشيرة مجانية عند الوصول. |
| مالي                        | مطلوب تأشيرة                                    |                         | |
| مالطا                       | لا حاجة إلى تأشيرة                              | 90 يوماً                 | - 90 يوماً ضمن أي فترة 180 يوماً في منطقة شنغن. |
| جزر مارشال                  | تأشيرة عند الوصول                               | 90 يوماً                 | - تأشيرة مجانية عند الوصول. - يُطلب من الزائرين الراغبين في السفر إلى أتول كواجالين الحصول على تصريح دخول صادر عن الجيش الأمريكي. - تم توقيع اتفاقية إعفاء من التأشيرة مع جزر مارشال في 28 نوفمبر 2019، لكنها لم تُصادق بعد. |
| موريتانيا                   | تأشيرة إلكترونية                                |                         | |
| موريشيوس                    | لا حاجة إلى تأشيرة                              | 180 يوماً                | - 120 يوماً خلال أي سنة تقويمية لأغراض العمل. - 180 يوماً خلال أي سنة تقويمية لأغراض السياحة. |
| المكسيك                     | تصريح إلكتروني                                  | 180 يوماً                | - يمنح التصريح الإلكتروني الحق في دخول البلاد جواً فقط. - لا حاجة إلى تأشيرة لمدة 180 يوماً لحاملي تأشيرة صالحة من أي دولة من دول شنغن، أو كندا، أو اليابان، أو المملكة المتحدة، أو الولايات المتحدة. |
| ميكرونيسيا                  | لا حاجة إلى تأشيرة                              | 30 يوماً                 | - يمكن تمديد الإقامة حتى 60 يوماً. |
| مولدوفا                     | لا حاجة إلى تأشيرة                              | 90 يوماً                 | - 90 يوماً ضمن أي فترة 180 يوماً. - يمكن الدخول ببطاقة الهوية الأوكرانية لمرة واحدة من أوكرانيا ولمرة واحدة للعودة إليها. |
| موناكو                      | لا حاجة إلى تأشيرة                              |                         | |
| منغوليا                     | لا حاجة إلى تأشيرة (بشروط)                      | 90 يوماً                 | - يجب على مواطني أوكرانيا تقديم دعوة رسمية. - تم توقيع اتفاقية إعفاء من التأشيرة لحاملي الجوازات العادية مع منغوليا في 8 نوفمبر 2019، لكنها لم تدخل حيز التنفيذ بعد. |
| الجبل الأسود                | لا حاجة إلى تأشيرة                              | 90 يوماً                 | - 90 يوماً ضمن أي فترة 180 يوماً. |
| المغرب                      | تأشيرة مطلوبة                                   |                         | |
| موزمبيق                     | تأشيرة إلكترونية                                | 30 يوماً                 | - يجب على المسافرين التسجيل على منصة التأشيرة الإلكترونية قبل 48 ساعة على الأقل من السفر ودفع رسوم قدرها 650 متيكال موزمبيقي. - يمكن تمديد الإقامة لمدة 30 يوماً إضافية. |
| ميانمار                     | تأشيرة إلكترونية                                | 28 يوماً                 | - يجب على حاملي التأشيرة الإلكترونية الوصول عبر يانغون، نايبيتاو أو ماندالاي أو عبر المعابر البرية مع تايلاند — تاخيلك، مياوادي وكوثونغ أو مع الهند — ريه خا دار وتامو. - التأشيرة الإلكترونية متاحة للسياحة (28 يوماً) أو الأعمال (70 يوماً). |
| ناميبيا                     | تأشيرة إلكترونية / عند الوصول                   | 90 يوماً                 | - يمكن الحصول عليها عبر الإنترنت أو عند الوصول مقابل رسوم قدرها 1600 دولار ناميبي (حوالي 82 يورو / 88 دولار أمريكي). |
| ناورو                       | تأشيرة مطلوبة                                   |                         | |
| نيبال                       | تأشيرة إلكترونية / عند الوصول                   | 90 يوماً                 | - يمكن تمديد الإقامة حتى 150 يوماً. - يمكن لرجال الأعمال الحصول على تأشيرة عند الوصول لمدة أقصاها 5 سنوات، بشرط دفع الرسوم والحصول على ترخيص من وزارة الصناعة. |
| هولندا                      | لا حاجة إلى تأشيرة                              | 90 يوماً                 | - 90 يوماً ضمن أي فترة 180 يوماً في منطقة شنغن. |
| نيوزيلندا                   | تأشيرة إلكترونية                                |                         | - يمكن التقديم عليها عبر الإنترنت. |
| نيكاراغوا                   | لا حاجة إلى تأشيرة                              | 90 يوماً                 | - يجب الحصول على بطاقة سياحية عند الوصول مقابل رسوم. - يمكن تمديد الإقامة لمدة 30 يوماً إضافية مقابل رسوم. |
| النيجر                      | تأشيرة مطلوبة                                   |                         | |
| نيجيريا                     | تأشيرة إلكترونية                                |                         | |
| شمال مقدونيا                | لا حاجة إلى تأشيرة                              | 90 يوماً                 | - 90 يوماً ضمن أي فترة 180 يوماً. |
| النرويج                     | لا حاجة إلى تأشيرة                              | 90 يوماً                 | - 90 يوماً ضمن أي فترة 180 يوماً في منطقة شنغن. |
| عُمان                        | لا حاجة إلى تأشيرة / تأشيرة إلكترونية           | 14 يوماً / 30 يوماً       | |
| باكستان                     | تأشيرة إلكترونية                                | 90 يوماً                 | - تأشيرة إلكترونية مجانية. |
| بالاو                       | تأشيرة عند الوصول                               | 30 يوماً                 | - تأشيرة مجانية عند الوصول. - يمكن تمديد الإقامة مرتين لمدة 30 يوماً مقابل رسوم. |
| بنما                        | لا حاجة إلى تأشيرة                              | 90 يوماً                 | - يمكن تمديد الإقامة. |
| بابوا غينيا الجديدة         | تأشيرة إلكترونية                                | 60 يوماً                 | - يمكن للزوار التقدم بطلب للحصول على تأشيرة عبر الإنترنت ضمن فئة "سائح - خط سير خاص". |
| باراغواي                    | لا حاجة إلى تأشيرة                              | 90 يوماً                 | |
| بيرو                        | لا حاجة إلى تأشيرة                              | 90 يوماً                 | - 90 يوماً ضمن أي فترة 180 يوماً. - لأغراض سياحية فقط. |
| الفلبين                     | تأشيرة مطلوبة                                   |                         | |
| بولندا                      | لا حاجة إلى تأشيرة                              | 90 يوماً                 | - 90 يوماً ضمن أي فترة 180 يوماً في منطقة شنغن. |
| البرتغال                    | لا حاجة إلى تأشيرة                              | 90 يوماً                 | - 90 يوماً ضمن أي فترة 180 يوماً في منطقة شنغن. |
| قطر                         | لا حاجة إلى تأشيرة                              | 90 يوماً                 | - 90 يوماً ضمن أي فترة 180 يوماً. - يجب تأكيد حجز فندقي في أحد فنادق البلاد عبر منصة Discover Qatar خلال مدة الزيارة. |
| رومانيا                     | لا يشترط تأشيرة                                 | 90 يومًا                 | - 90 يومًا خلال أي فترة من 180 يومًا في منطقة شنغن. |
| روسيا                       | الدخول مقيّد                                     |                         | - بسبب الغزو الروسي لأوكرانيا، توصي حكومة أوكرانيا بشدة بعدم زيارة روسيا لمواطنيها. - يجب الوصول فقط عبر مطار شيريميتيفو الدولي (موسكو). - يتم استجواب المواطنين الأوكرانيين من قبل جهاز الأمن الفيدرالي عند دخولهم روسيا. - لا تُشترط التأشيرة لمدة غير محدودة إذا خضع الزائر للبصمة والتصوير والفحص الطبي في حال البقاء لأكثر من 90 يومًا. - يُسمح بالدخول بجوازات سفر منتهية الصلاحية. - بطاقة الهوية صالحة. |
| رواندا                      | تأشيرة إلكترونية / تأشيرة عند الوصول            | 30 يومًا                 | - تتوفر تأشيرة عند الوصول لمدة 30 يومًا. - يمكن الدخول أيضًا بتأشيرة السياحة لدول شرق أفريقيا الصادرة عن كينيا أو أوغندا. |
| سانت كيتس ونيفيس            | لا يشترط تأشيرة                                 | 90 يومًا                 | |
| سانت لوسيا                  | تأشيرة مطلوبة                                   |                         | - يُعفى ركاب السفن السياحية الزائرون ليوم واحد من الحصول على التأشيرة. |
| سانت فينسنت والغرينادين     | لا يشترط تأشيرة                                 | 3 أشهر                  | - يمكن تمديد الإقامة مقابل رسوم. |
| ساموا                       | لا يشترط تأشيرة                                 | 90 يومًا                 | |
| سان مارينو                  | لا يشترط تأشيرة                                 |                         | |
| ساو تومي وبرينسيب           | تأشيرة إلكترونية                                |                         | |
| السعودية                    | تأشيرة إلكترونية / تأشيرة عند الوصول            | 90 يومًا                 | |
| السنغال                     | تأشيرة عند الوصول                               | شهر واحد                | - تأشيرة مجانية عند الوصول. - متوفرة فقط في مطار دكار. |
| تركمانستان                  | مطلوب تأشيرة                                    |                         | - يمكن استلام تأشيرة مُعدّة مسبقاً عند الوصول. |
| توفالو                      | تأشيرة عند الوصول                               | شهر واحد                | |
| أوغندا                      | تأشيرة إلكترونية                                | 3 أشهر                  | - يمكن التقديم عبر الإنترنت. - يمكن الدخول أيضاً باستخدام تأشيرة السياحة لشرق أفريقيا الصادرة من كينيا أو رواندا. |
| الإمارات العربية المتحدة    | لا حاجة لتأشيرة                                 | 30 يوماً                 | - يمكن تمديد فترة الإقامة لمدة 30 يوماً إضافية مقابل رسوم. |
| المملكة المتحدة             | مطلوب تأشيرة                                    |                         | |
| الولايات المتحدة            | مطلوب تأشيرة                                    |                         | |
| أوروغواي                    | لا حاجة لتأشيرة                                 | 90 يوماً                 | - يمكن تمديد فترة الإقامة لمدة 90 يوماً إضافية. |
| أوزبكستان                   | لا حاجة لتأشيرة                                 | غير محدودة              | |
| فانواتو                     | لا حاجة لتأشيرة                                 | 30 يوماً                 | - يمكن تمديد فترة الإقامة لمدة 90 يوماً إضافية. |
| الفاتيكان                   | لا حاجة لتأشيرة                                 |                         | |
| فنزويلا                     | مطلوب تأشيرة                                    |                         | |
| فيتنام                      | تأشيرة إلكترونية                                |                         | - التأشيرة الإلكترونية صالحة لمدة 90 يوماً وتسمح بالدخول المتعدد. - لا حاجة لتأشيرة لمدة 30 يوماً في جزيرة فو كوك. |
| اليمن                       | مطلوب تأشيرة                                    |                         | - يُمنع دخول حاملي جوازات السفر التي تحتوي على ختم أو تأشيرة إسرائيلية. |
| زامبيا                      | لا حاجة لتأشيرة                                 | 90 يوماً                 | - 30 يوماً خلال أي فترة 12 شهراً للرحلات التجارية. - 90 يوماً خلال أي فترة 12 شهراً للرحلات السياحية. - مؤهلة أيضاً للحصول على تأشيرة موحدة تتيح الدخول إلى زيمبابوي. |
| زيمبابوي                    | تأشيرة إلكترونية / تأشيرة عند الوصول            | 30 يوماً                 | - 30 يوماً للرحلات التجارية والسياحية. - يمكن تمديد الإقامة حتى 90 يوماً إذا كان الغرض هو السياحة. - مؤهلة أيضاً للحصول على تأشيرة موحدة تتيح الدخول إلى زامبيا. |

### دول ذات اعتراف جزئي أو غير معترف بها
| الإقليم          | شروط الدخول              | ملاحظات |
| ---------------- | ------------------------ | --- |
| أبخازيا          | تصريح دخول مسبق          | يحتاج المواطنون الأوكرانيون إلى الحصول على تصريح دخول. فيما يلي متطلبات الحصول على تصريح دخول إلى جمهورية أبخازيا: 1. نسخة من جواز السفر (يُرسل عبر البريد الإلكتروني أو الفاكس). يُرجى التأكد من أن جواز سفرك صالح لمدة لا تقل عن 6 أشهر بعد تاريخ الدخول المخطط له إلى أبخازيا. 2. استمارة مكتملة. يجب تعبئة جميع الحقول المطلوبة. إذا كانت هناك معلومات ناقصة، فلن يتم النظر في الطلب. سيتم إرسال خطاب تصريح الدخول إلى جمهورية أبخازيا إلى البريد الإلكتروني أو رقم الفاكس المذكور في الطلب. يمكن طباعة هذا الخطاب وتقديمه على الحدود الجورجية الأبخازية. عند الوصول، يجب على المواطنين الأوكرانيين زيارة القنصلية خلال 3 أيام عمل للحصول على تأشيرة جمهورية أبخازيا. |
| كوسوفو           | لا حاجة لتأشيرة          | 90 يوماً خلال أي فترة 6 أشهر. |
| قبرص الشمالية    | تأشيرة مجانية عند الوصول | 90 يوماً خلال أي فترة 180 يوماً. |
| فلسطين           | لا حاجة لتأشيرة          | لا يُسمح بالدخول عن طريق البحر إلى قطاع غزة. |
| الصحراء الغربية  | غير مُحدد                 | نظام التأشيرات غير مُحدد في الأراضي الخاضعة لسيطرة الصحراء الغربية. |
| أرض الصومال      | تأشيرة عند الوصول        | 30 يوماً مقابل 30 دولار أمريكي، تُدفع عند الوصول. |
| أوسيتيا الجنوبية | تصريح دخول مسبق          | يجب الحصول على موافقة الحكومة الأوسيتية الجنوبية مسبقاً قبل الزيارة. |
| تايوان           | مطلوب تأشيرة             | |
| ترانسنيستريا     | الدخول مُقيّد              | اعتباراً من 1 أبريل 2023، يُحظر الدخول المجاني إلى إقليم ترانسنيستريا للمواطنين الأوكرانيين من الذكور والإناث في سن الخدمة العسكرية (من 18 إلى 60 عاماً شاملة)، ما لم يحصلوا على تصريح من وزارة أمن الدولة في ترانسنيستريا. لا ينطبق الحظر على: 1. المواطنين الأوكرانيين الذين دخلوا الإقليم بعد 24 فبراير 2022. 2. المواطنين الأوكرانيين الذين يسافرون إلى أزواجهم أو زوجاتهم أو آبائهم أو أبنائهم أو إخوتهم المقيمين في ترانسنيستريا (يجب إثبات صلة القرابة بشهادات مثل الميلاد أو الزواج). يمكن الحصول على التصريح بناءً على طلب إلكتروني أو خطي مُقدّم من الطرف المُستقبل (من مواطني ترانسنيستريا). يتم إصدار التصريح خلال 10 أيام (فعلياً خلال 3 أيام عمل).                |

### الأقاليم التابعة والمستقلة ذاتياً
| الإقليم | شروط الدخول       | ملاحظات |
| أستراليا | أستراليا          | أستراليا |
| --- | ----------------- | --- |
| جزر أشمور وكارتييه | تتطلب تفويضاً خاصاً | يتطلب تفويضاً خاصاً. |
| جزيرة ماكواري | تصريح تفويض خاص   | يتطلب تصريحاً كتابياً من مدير الحدائق الوطنية والحياة البرية. |
| جزيرة نورفولك | تأشيرة إلكترونية  | يمكن التقديم إلكترونياً. لا تُطلب جوازات السفر أو التأشيرات عند السفر من البر الرئيسي الأسترالي. ومع ذلك، يجب إبراز بطاقة تعريف تحمل صورة للتخليص الجمركي والهجرة. تطبَّق الإجراءات الأسترالية العادية للجمارك والهجرة عند الدخول من خارج أستراليا. لا يحق للركاب الذين لا يحملون جوازات سفرهم شراء سلع معفاة من الرسوم الجمركية في جزيرة نورفولك. |
| جزيرة كريسماس | تأشيرة إلكترونية  | يمكن التقديم إلكترونياً. لا تُطلب جوازات السفر أو التأشيرات عند السفر من البر الرئيسي الأسترالي. ومع ذلك، يجب إبراز بطاقة تعريف تحمل صورة للتخليص الجمركي والهجرة. تطبَّق الإجراءات الأسترالية العادية للجمارك والهجرة عند الدخول من خارج أستراليا.                                                                                                |
| قالب:بيانات بلد جزر كوكوس (كيلينغ) | تأشيرة إلكترونية  | يمكن التقديم إلكترونياً. لا تُطلب جوازات السفر أو التأشيرات عند السفر من البر الرئيسي الأسترالي. ومع ذلك، يجب إبراز بطاقة تعريف تحمل صورة للتخليص الجمركي والهجرة. تطبَّق الإجراءات الأسترالية العادية للجمارك والهجرة عند الدخول من خارج أستراليا.                                                                                                |
| الصين |                   | |
| هونغ كونغ | لا تتطلب تأشيرة   | 14 يوماً |
| ماكاو | تأشيرة عند الوصول | 30 يوماً |
| الدنمارك |                   | |
| جزر فارو | لا تتطلب تأشيرة   | 90 يوماً |
| جرينلاند | لا تتطلب تأشيرة   | 90 يوماً |
| فنلندا |                   | |
| أولند | لا تتطلب تأشيرة   | 90 يوماً خلال أي فترة 180 يوماً. |
| فرنسا |                   | |
| جزيرة كليبرتون | يتطلب تصريحاً خاصاً | |
| غويانا الفرنسية | لا تتطلب تأشيرة   | 90 يوماً خلال أي فترة 180 يوماً. |
| قالب:بيانات بلد بولينيزيا الفرنسية | لا تتطلب تأشيرة   | 90 يوماً خلال أي فترة 180 يوماً. |
| جوادلوب | لا تتطلب تأشيرة   | 90 يوماً خلال أي فترة 180 يوماً. |
| مارتينيك | لا تتطلب تأشيرة   | 90 يوماً خلال أي فترة 180 يوماً. |
| قالب:بيانات بلد سان بارتيليمي | لا تتطلب تأشيرة   | 90 يوماً خلال أي فترة 180 يوماً. |
| قالب:بيانات بلد سان مارتن | لا تتطلب تأشيرة   | 90 يوماً خلال أي فترة 180 يوماً. |
| مايوت | لا تتطلب تأشيرة   | 90 يوماً خلال أي فترة 180 يوماً. |
| كاليدونيا الجديدة | لا تتطلب تأشيرة   | 90 يوماً خلال أي فترة 180 يوماً. |
| ريونيون | لا تتطلب تأشيرة   | 90 يوماً خلال أي فترة 180 يوماً. |
| سان بيير وميكلون | لا تتطلب تأشيرة   | 90 يوماً خلال أي فترة 180 يوماً. |
| واليس وفوتونا | لا تتطلب تأشيرة   | 90 يوماً خلال أي فترة 180 يوماً. |
| هولندا |                   | |
| أروبا | لا تتطلب تأشيرة   | 30 يوماً التمديد ممكن حتى 180 يوماً في السنة التقويمية. |
| بونير | لا تتطلب تأشيرة   | 90 يوماً خلال أي فترة 180 يوماً. |
| سينت أوستاتيوس | لا تتطلب تأشيرة   | 90 يوماً خلال أي فترة 180 يوماً. |
| سابا | لا تتطلب تأشيرة   | 90 يوماً خلال أي فترة 180 يوماً. |
| كوراساو | لا تتطلب تأشيرة   | 30 يوماً يمكن التمديد لمدة 60 يوماً إضافية. |
| سينت مارتن | لا تتطلب تأشيرة   | 90 يوماً خلال أي فترة 180 يوماً. |
| نيوزيلندا |                   | |
| جزر كوك | لا تتطلب تأشيرة   | 31 يوماً يمكن التمديد كل مرة لمدة 31 يوماً بحد أقصى 6 أشهر. |
| قالب:بيانات بلد نيوي | لا تتطلب تأشيرة   | 30 يوماً |
| توكيلاو | يتطلب تصريحاً      | |
| النرويج |                   | |
| النرويج جان ماين | يتطلب تصريحاً      | تصريح تصدره الشرطة المحلية مطلوب للإقامة أقل من 24 ساعة، وتصريح تصدره شرطة النرويج للإقامة لأكثر من 24 ساعة. |
| سفالبارد | لا تتطلب تأشيرة   | يسمح اتفاقية سفالبارد للجميع بالعيش والعمل في سفالبارد بشكل غير محدود بغض النظر عن الجنسية. |
| البرتغال |                   | |
| الأزور | لا تتطلب تأشيرة   | 90 يوماً خلال أي فترة 180 يوماً. |
| ماديرا | لا تتطلب تأشيرة   | 90 يوماً خلال أي فترة 180 يوماً. |
| إسبانيا |                   | |
| جزر الكناري | لا يلزم تأشيرة    | ٩٠ يومًا خلال أي فترة ١٨٠ يومًا. |
| سبتة | لا يلزم تأشيرة    | ٩٠ يومًا خلال أي فترة ١٨٠ يومًا. |
| قالب:بيانات بلد ميليلة | لا يلزم تأشيرة    | ٩٠ يومًا خلال أي فترة ١٨٠ يومًا. |
| المملكة المتحدة |                   | |
| قالب:بيانات بلد أكروتيري وذيكيليا | لا يلزم تأشيرة    | ٢٨ يومًا خلال أي فترة ١٢ شهرًا. الإقامة لأكثر من ٢٨ يومًا خلال كل فترة ١٢ شهرًا تتطلب تصريحًا. |
| قالب:بيانات بلد أنغيلا | تأشيرة إلكترونية  | لا يحتاج حاملو تأشيرة / تصريح إقامة ساري صادر عن كندا أو المملكة المتحدة أو الولايات المتحدة إلى تأشيرة لمدة ٣ أشهر. |
| برمودا | يلزم تأشيرة       | يجب أن يكون لدى المسافر تأشيرة متعددة الدخول من كندا أو المملكة المتحدة أو الولايات المتحدة صالحة لمدة لا تقل عن ٤٥ يومًا بعد فترة الإقامة المقصودة في برمودا. إذا تحقق الشرط، يمكن الإقامة لمدة تصل إلى ١٨٠ يومًا خلال أي فترة ١٢ شهرًا. |
| إقليم المحيط الهندي البريطاني | يتطلب تصريحًا خاصًا | |
| جزر العذراء البريطانية | يلزم تأشيرة       | |
| جزر كايمان | يلزم تأشيرة       | |
| قالب:بيانات بلد جزر فوكلاند (مالفيناس) | يلزم تأشيرة       | |
| جبل طارق | يلزم تأشيرة       | |
| قالب:بيانات بلد مونتسيرات | تأشيرة إلكترونية  | سنة واحدة يُسمح بدخول لمدة ٦ أشهر بدون تأشيرة لحاملي تأشيرة سارية لأي دولة من دول الاتحاد الأوروبي أو كندا أو المملكة المتحدة أو الولايات المتحدة. |
| جزر بيتكيرن | لا يلزم تأشيرة    | ١٤ يومًا |
| سانت هيلينا | تأشيرة إلكترونية  | ١٨٣ يومًا |
| جزيرة أسينشين | الدخول مرفوض      | منذ مايو ٢٠١٥، لا تصدر حكومة جزيرة أسينشين تأشيرات (بما في ذلك التأشيرات الإلكترونية) لمواطني أوكرانيا. |
| تريستان دا كونا | مطلوب إذن         | يتطلب إذن الهبوط مقابل ١٥/٣٠ جنيهًا إسترلينيًا (راكب يخت / سفينة) لجزيرة تريستان دا كونا أو ٢٠ جنيهًا إسترلينيًا لجزر غوغ، الجزيرة غير الميسرة أو جزر نايتينجيل. |
| جورجيا الجنوبية وجزر ساندويتش الجنوبية | مطلوب تصريح       | مطلوب تصريح مسبق من المفوض (٧٢ ساعة / شهر واحد مقابل ١١٠ / ١٦٠ جنيهًا إسترلينيًا). |
| قالب:بيانات بلد جزر تركس وكايكوس | يلزم تأشيرة       | يُسمح بالدخول بدون تأشيرة لمدة ٩٠ يومًا لحاملي تأشيرة أو تصريح إقامة ساري من كندا أو المملكة المتحدة أو الولايات المتحدة. |
| الولايات المتحدة |                   | |
| ساموا الأمريكية | يتطلب تصريح دخول  | |
| غوام | يلزم تأشيرة       | |
| جزر ماريانا الشمالية | يلزم تأشيرة       | |
| بورتو ريكو | يلزم تأشيرة       | |
| جزر العذراء الأمريكية | يلزم تأشيرة       | |
| القارة القطبية الجنوبية والجزر المجاورة |                   | |
| تصاريح خاصة مطلوبة لـ جزيرة بوفيه، المقاطعة البريطانية، أراض فرنسية جنوبية وأنتارتيكية، المقاطعة الأرجنتينية، الإقليم الأسترالي، الإقليم التشيلي، جزيرة هيرد وجزر ماكدونالد، جزيرة بطرس الأول، أرض الملكة مود، منطقة روس. |                   | |

### الأقاليم الأخرى
- كولومبيا. سان أندريس وليتيشيا - يجب على الزوار القادمين إلى مطار غوستافو روجاس بينيا الدولي ومطار ألفريدو فاسكيز كوبا الدولي شراء بطاقة سياحية عند الوصول.
- الإكوادور.  غالاباغوس - يتطلب التسجيل المسبق عبر الإنترنت. كما يجب الحصول على بطاقة مراقبة العبور في المطار قبل المغادرة.[346]
- فنزويلا. جزيرة مارغريتا - التأشيرة مطلوبة. يتم أخذ بصمات جميع الزوار.[347]

### الأراضي المتنازع عليها أو المقيدة
- الصين. منطقة التبت ذاتية الحكم - مطلوب تصريح سفر إلى التبت (10 دولار أمريكي).[348]
- إريتريا خارج أسمرة - للسفر في باقي أنحاء البلاد، مطلوب تصريح سفر للأجانب (20 ناكفا إريتري).[349]
- فيجي. محافظة لاو - مطلوب إذن خاص.[350]
- اليونان.  جبل آثوس – مطلوب تصريح خاص (4 أيام: 25 يورو للزوار الأرثوذكس، 35 يورو لغير الأرثوذكس، 18 يورو للطلاب). هناك حد أقصى للزوار: 100 أرثوذكسي و10 غير أرثوذكس يومياً، والنساء ممنوعات من الدخول.[351][352]
- الهند. مطلوب تصريح المنطقة المحمية (PAP) لكامل ولايتي ناغالاند وسيكيم وأجزاء من ولايات مانيبور، أروناشال براديش، أوتارانتشال، جامو وكشمير، راجستان، هيماشال براديش. مطلوب تصريح المنطقة المقيدة (RAP) لكامل جزر الأندمان ونيكوبار وأجزاء من سيكيم. تُرفع بعض هذه المتطلبات أحياناً لمدة عام.[353][354][355][356][357][358]
- العراق.  كردستان العراق - تأشيرة إلكترونية لمدة 30 يوماً عبر كفيل (راعي محلي) مسجل لدى وزارة الداخلية.[359][360]
- كازاخستان. مدن مغلقة – مطلوب تصريح خاص لمدينة بايكونور والمناطق المحيطة بها في مقاطعة كيزيلوردا، ومدينة غفارديسكي قرب ألماتي.[361]
- كوريا الشمالية خارج بيونغيانغ - مطلوب تصريح خاص. لا يسمح للأشخاص بمغادرة العاصمة، ولا يمكن للسياح التنقل إلا برفقة مرشد سياحي حكومي (لا توجد حركة مستقلة).
- ماليزيا.  صباح و سراوق - لا تتطلب تأشيرة. لهذه الولايات سلطات هجرة خاصة بها ويتطلب السفر إليها جواز سفر، إلا أن نفس التأشيرة تطبق.[362]
- جزر المالديف خارج مالي - مطلوب إذن. يُحظر عادة على السياح زيارة الجزر غير السياحية بدون إذن صريح من حكومة المالديف.[363]
- مكة والمدينة المنورة - يتطلب دخولها تصريحًا خاصًا. يُمنع منعًا باتًا دخول غير المسلمين وأتباع حركة الأحمدية الدينية.
- السودان. دارفور - يتطلب تصريح سفر منفصل.[364]
- السودان خارج الخرطوم - يجب على جميع الأجانب المسافرين لأكثر من 25 كيلومترًا خارج الخرطوم الحصول على تصريح سفر.
- طاجيكستان. مقاطعة بدخشان الجبلية ذاتية الحكم – يتطلب تصريح OIVR (15+5 ساماني طاجيكي) وتصريح خاص آخر (مجانًا) لـ بحيرة ساريز.[365][366]
- تركمانستان. المدن المغلقة – يتطلب تصريح خاص يصدر قبل الوصول من وزارة الخارجية عند زيارة الأماكن التالية: أتامورات، شيليكين، داش أوغوز، سيراخس وسيرهيتابات.[367]
- الولايات المتحدة. مدينة مغلقة ميركوري، نيفادا، الولايات المتحدة – يتطلب تصريح خاص لدخول ميركوري.
- الولايات المتحدة. جزر الولايات المتحدة الصغيرة النائية - تتطلب تصاريح خاصة لكل من جزيرة بيكر، جزيرة هاولاند، جزيرة جارفيس، أتوول جونستون، ريف كينغمان، أتوول ميدواي، أتوول بالميرا وجزيرة ويك.[368][369][370][371][372][373][374]
- اليمن خارج صنعاء أو عدن – يتطلب إذنًا خاصًا للسفر خارج صنعاء أو عدن.[375]
- المنطقة العازلة في قبرص - يتطلب تصريح دخول للتنقل داخل المنطقة، باستثناء المناطق المخصصة للاستخدام المدني.[376]
- المنطقة الكورية منزوعة السلاح - منطقة مقيدة.
- المنطقة العازلة بالجولان المحتل وقرية غجر - منطقة مقيدة.

## القيود
لا يُسمح للزائرين الذين يحملون ختم جواز سفر من  بدخول عدد من الدول بسبب عدم اعتراف معظم أعضاء جامعة الدول العربية بإسرائيل ودول إسلامية وأفريقية أخرى.

## التطعيم
تتطلب العديد من الدول الإفريقية، بما في ذلك  أنغولا و بنين و بوركينا فاسو و الكاميرون و جمهورية إفريقيا الوسطى و تشاد و جمهورية الكونغو الديمقراطية و جمهورية الكونغو و ساحل العاج و غينيا الاستوائية و الغابون و غانا و غينيا و ليبيريا و مالي و موريتانيا و النيجر و رواندا و ساو تومي وبرينسيب و السنغال و سيراليون و أوغندا و زامبيا أن يكون جميع القادمين حائزين على شهادة تطعيم دولية سارية المفعول. وتتطلب بعض الدول الأخرى التطعيم فقط إذا كان القادم من منطقة مصابة.

## صلاحية جواز السفر
تتطلب العديد من الدول أن تكون صلاحية جواز السفر لا تقل عن ستة أشهر، وأن يحتوي على صفحة أو صفحتين فارغتين.